# Lục Dạ

### Lục Dạlà mộtxãthuộc huyệnCon Cuông, tỉnhNghệ An,Việt Nam.
Xã Lục Dạ có diện tích 123,33 km², dân số năm 1999 là 6.673 người, mật độ dân số đạt 54 người/km². 
Xã Lục Dạ gồm 12 thôn bản :
1 Liên Sơn
2 Trung Thành 
3 Yên Thành 
4 Yên Hòa
5 Bản Xằng 
6 Bản Mọi 
7 Tân Hợp 
8 Bản Mét
9 Hua Nà 
10 Kim Sơn
11 Liên Sơn 